# Almannaskarðsgöng
Die Almannaskarðsgöng sind ein Straßentunnel im Osten von Island einige Kilometer östlich von Höfn an der Ringstraße .
Der Tunnel wurde 2005 nach gut einjähriger Bauzeit eröffnet und ist 1312 Meter lang.
Der Tunnel unterquert und ersetzt das Almannaskarð, einen 153 Meter hohen Pass.
Trotz der geringen Höhe war die Passstraße von Herbst bis Frühling immer wieder und im Winter sogar sehr oft geschlossen, womit die praktisch einzige Straßenverbindung in den Osten Islands von Reykjavík aus unterbrochen wurde (die einzige Alternative bestand in der nördlichen Ringstraße via Akureyri, was einen Umweg von vielen hundert Kilometern bedeutete).
Die alte Passstraße war zudem eng, nur geschottert und mit bis zu 17 % Gefälle sehr steil.
Der Tunnel ist zweispurig und beleuchtet.
Das Nordportal liegt auf 82 Metern über Meer, das Südportal auf 39 Metern, was einer Steigung von 4,6 % entspricht.
Im Jahr 2018 betrug das Verkehrsaufkommen 662 Fahrzeuge täglich im Jahresdurchschnitt.

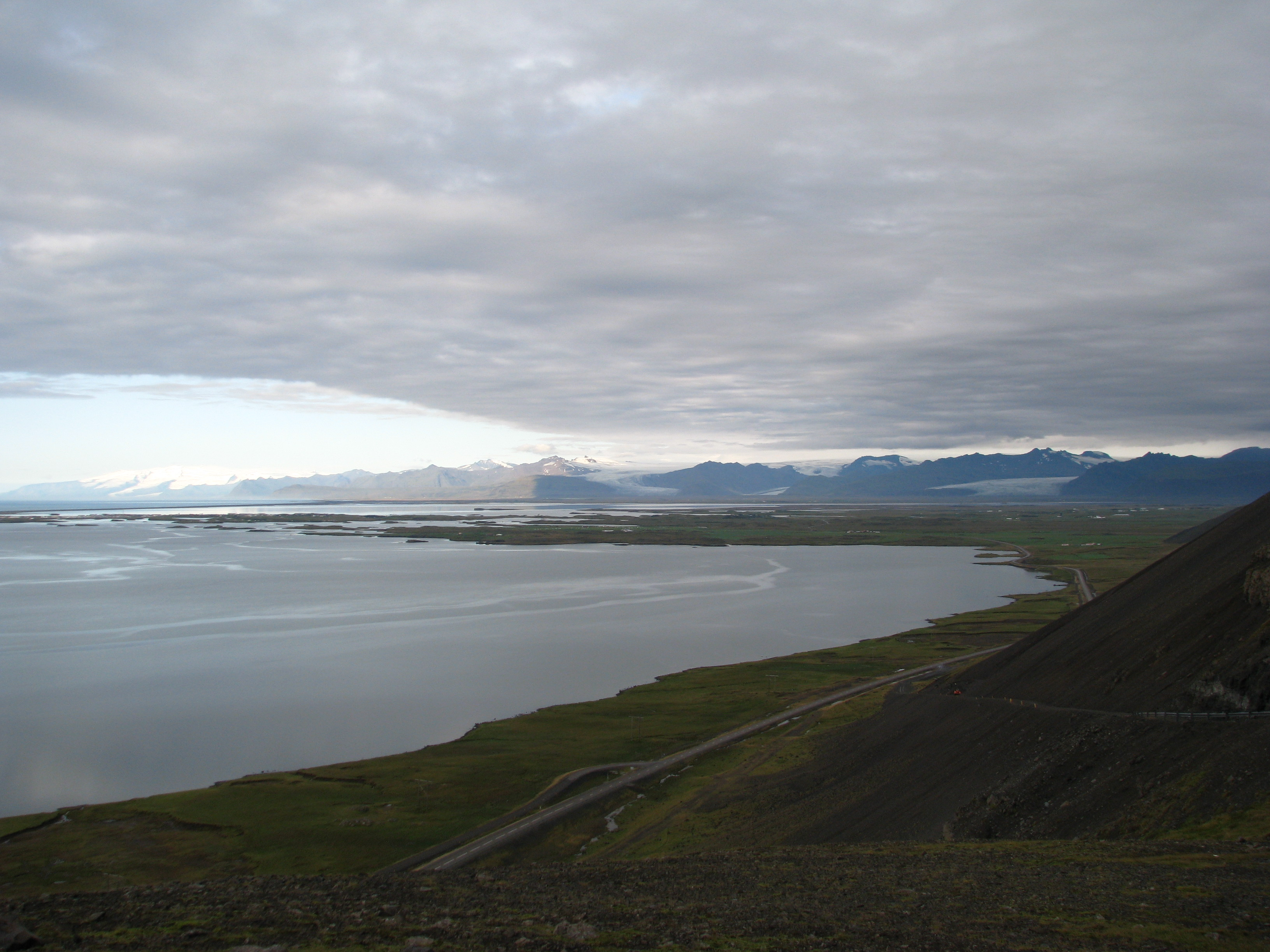
Aussicht von der Almannaskarð nach Westen (am rechten Bildrand die alte Passstraße)